# Mi bemoll menor
Mi bemoll menor (també Mi♭m en la notació europea i E♭m en la notació americana) és la tonalitat que té l'escala menor a partir de la nota mi♭. Així, la seva escala està constituïda per les notes mi♭, fa, sol♭, la♭, si♭, do♭ i re♭. La seva armadura té sis bemolls (la, si, do, re, mi, sol). La seva tonalitat relativa és la de sol bemoll major, i la tonalitat homònima és mi bemoll major. El seu equivalent enharmònic és re sostingut major.
Una de les poques simfonies escrites en aquesta tonalitat és la Simfonia núm. 6 de Prokofiev. Alguns compositors soviètics menys coneguts també van escriure simfonies en aquesta tonalitat, com Nikolai Miaskovski.
Tots dos preludis amb el número 8 dels dos llibres de El clavecí ben temperat de Johann Sebastian Bach estan en mi bemoll menor, mentre que les dues fugues corresponents estan escrites en les tonalitat enharmònica, re sostingut menor.

## Obresclàssiquesfamoses
- Humoresques, op. 101, núm. 1, de Antonín Dvořák.
- "Obertura" de Manfred (música incidental), de Robert Schumann
- Simfonia núm. 1, de Nikolai Rimski-Kórsakov (la versió original està en mi bemoll menor).

## Cançons pop conegudes
- The Winner Takes It All, d'ABBA (també en mode major).
- I'm Only Sleeping, The Beatles
- Voodoo child de Jimi Hendrix